# Prasinocyma chloroprosopa
Prasinocyma chloroprosopa là một loài bướm đêm trong họ Geometridae.